# Corona-Leopardus-Schrein

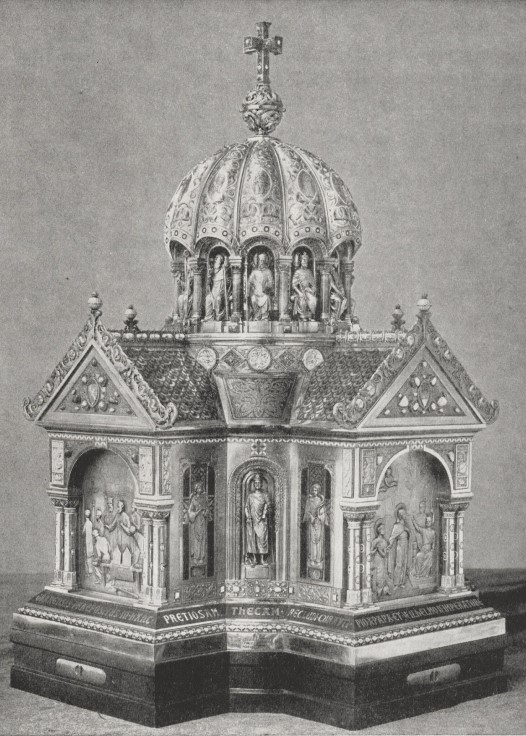
Corona-Leopardus-Schrein (Aufnahme 1913)
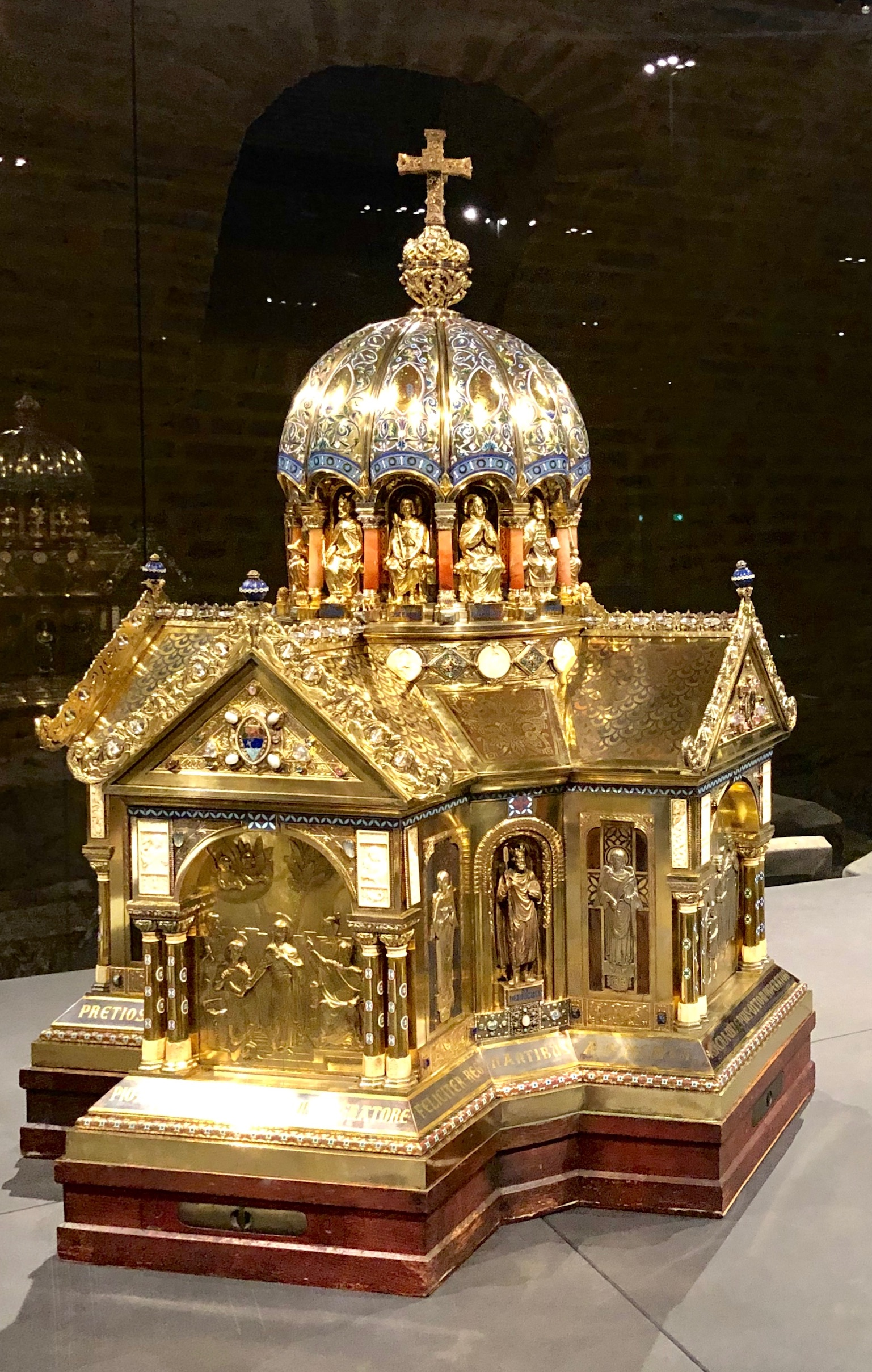
Oktober 2020

Der Corona-Leopardus-Schrein ist ein 1911/1912 von dem Aachener Goldschmied Bernhard Witte für die Aufbewahrung der Reliquien der hl. Corona und des hl. Leopardus angefertigter Reliquienbehälter. Der vergoldete und emaillierte Schrein wurde im August 1912 im Rahmen der Sonderausstellung christlicher Kunst anlässlich des 59. Deutschen Katholikentags erstmals der Öffentlichkeit präsentiert. Das Reliquiar gehört zum Aachener Domschatz und wird im Depot der Aachener Domschatzkammer aufbewahrt.

## Vorgeschichte und Reliquien
Die Reliquien der hl. Corona wurden 996/997 zusammen mit denen des hl. Leopardus von Kaiser Otto III. nach seiner Kaiserkrönung in einfachen Bleisarkophagen mit Giebeldächern von Otricoli in Norditalien nach Aachen überführt. Ursprünglich waren die Reliquien der hl. Corona für ein von Otto III. geplantes Kloster auf dem Aachener Lousberg vorgesehen. Die für das Mittelalter eher ungewöhnlichen Bleisärge waren aus unterschiedlich dicken Bleiplatten grob zusammengesetzt und mit unprofessionell ausgeführten Inschriften versehen.

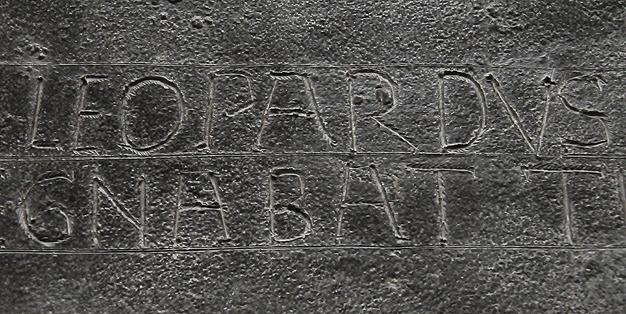
Detail der Inschrift des früheren Leopardussarges

Der Coronasarg ist 127 Zentimeter lang, 45 Zentimeter breit und 67 Zentimeter hoch und trägt die Inschrift:
CLAVDITVR HOC TVMVLO MA[RTI]R CORONA BENIGNA TERTIVS HIC CAESAR QVAM DVCENS CONDERAT OTT[O]
(In diesem Grab ist die fromme Märtyrerin Corona eingeschlossen, welche Kaiser Otto III. hierhergebracht und beigesetzt hat)
Der 121 Zentimeter lange, 45 Zentimeter breite und 70 Zentimeter hohe Leopardussarg wurde mit folgender Inschrift versehen:
CLAVDITVR HIC MAGNVS LEOPARDVS NOMINE CLARVS CVIVS IN OBSEQVIO REGNABAT TERTIVS OTTO
(Hier ist eingeschlossen der große Leopardus mit berühmtem Namen, bei dessen Translation Otto III. regierte.)
Man geht davon aus, dass sich die Inschriften auch auf Tafeln an den Oktogonpfeilern in der Nähe der Corona- und Leopardus-Gruft befunden haben. Nach Errichtung des Corona- und Leopardusaltars wurden die Inschriften im frühen 11. Jahrhundert auf den Särgen angebracht, die in der Corona-Gruft im Nordost-Joch bzw. Leopardus-Gruft im Südost-Joch der Münsterkirche bestattet wurden. Die Lage der Corona- und Leopardus-Gruft zeigt heute eine Inschriftenplatte aus Blaustein im Fußboden des Sechszehnecks an. Die beiden Heiligen wurden seit dem 11. Jahrhundert als Konpatrone des Marienstiftes in Aachen verehrt.
Die beiden Reliquiensärge wurden im Zuge von Ausgrabungen 1843 wiederentdeckt, im Jahr 1910 geborgen und die Reliquien entnommen. Die beiden Bleisärge wurden zunächst in die Michaelskapelle des Doms überführt, die Kupferabgüsse der Inschriften befinden sich heute in der Aachener Domschatzkammer. Heute werden die zwei Bleisärge als Dauerleihgaben im Centre Charlemagne präsentiert.
Der Aachener Stiftspropst Alfons Bellesheim regte an, für die kostbaren Reliquien einen angemessenen Schrein fertigen zu lassen. Die Goldschmiedearbeit wurde aus privaten Mitteln finanziert. Alfons Bellesheim stellte selbst einen Betrag von 11.000 Mark für die Realisation zur Verfügung.
Eine bildliche Darstellung der hl. Corona und des hl. Leopardus, gemeinsam mit den Erzengeln Raphael und Gabriel, findet sich im Aachener Dom auch in einem Fenster der Nikolauskapelle.

## Entstehungs- und Restaurierungsgeschichte
1911 wurden im Aachener Suermondt-Museum der Öffentlichkeit drei Entwürfe für den Reliquienschrein präsentiert. Neben der Aachener Werkstatt für sakrale Kunst August Witte GmbH legte auch der Dresdner Architekt Robert B. Witte einen Entwurf für den Reliquienschrein in Form eines Baldachinaltars mit einem Kastenreliquiar vor. Als Dekoration sah der Entwurf zahlreiche künstlerische Rückgriffe auf die ottonische Kunst des frühen 11. Jahrhunderts vor. Obwohl sich das Stiftskapitel und die hinzugezogenen Sachverständigen für den Entwurf Robert Wittes ausgesprochen hatten, bekam die August Witte GmbH den Auftrag, den Corona-Leopardus-Schrein anzufertigen. Die Arbeiten an dem Reliquiar begannen im Dezember 1911. Neben Bernhard Witte arbeiteten noch etwa 50 Kunsthandwerker an der Fertigstellung des Schreins. Bereits im August 1912 wurde das Reliquiar auf dem 59. Deutschen Katholikentag öffentlich präsentiert.
Nachdem der Corona-Leopardus-Schrein zuletzt 25 Jahre im Magazin der Domschatzkammer deponiert war, wurde beschlossen, das Reliquiar als ein Exponat in der für Juni 2020 geplanten Sonderausstellung Mittelalter 2.0 zur Goldschmiedekunst im Historismus zu präsentieren. Seit Anfang 2020 wurde der Corona-Leopardus-Schrein grundlegend restauriert und anlässlich der Wiedereröffnung der Domschatzkammer außerplanmäßig bereits seit dem 12. Mai 2020 öffentlich ausgestellt.

## Form und Bildprogramm

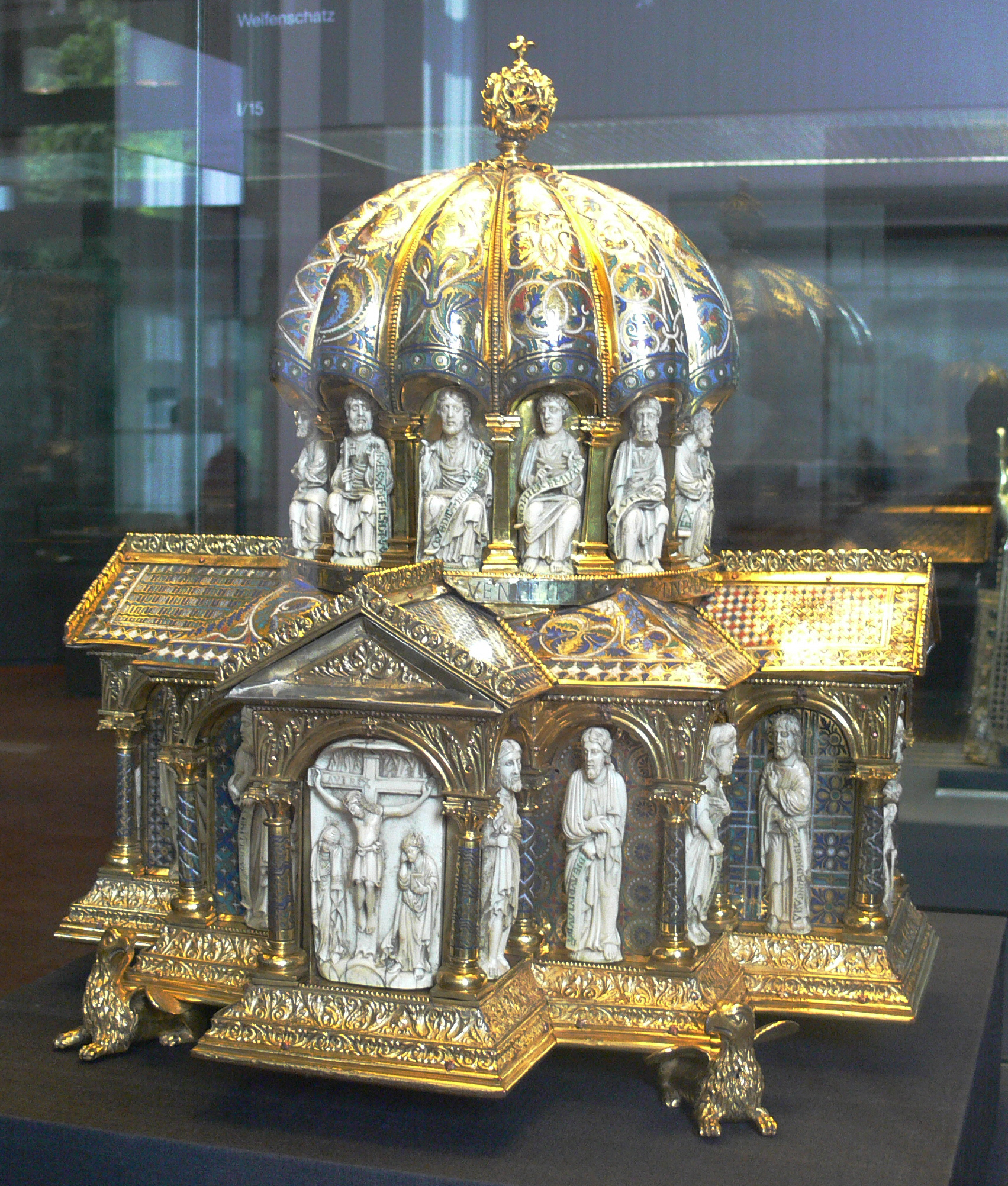
Kuppelreliquiar aus dem Welfenschatz als Vorbild des Corona-Leopardus-Schreins, Fertigung in Köln gegen Ende des 12. Jahrhunderts, Grubenschmelz auf vergoldetem Kupfer, vergoldeter Bronze sowie teilvergoldetem Silber; Bodenplatte mit Braunfirnis; Figurenreliefs aus Walrosszahn; Eichenholzkern (Kunstgewerbemuseum Berlin)

Vorbild für den von Bernhard Witte geschaffenen Schrein waren die romanischen Kuppelreliquiare aus dem 12. Jahrhundert, die in Köln gefertigt wurden, unter anderem das Kuppelreliquiar aus dem Welfenschatz (heute Kunstgewerbemuseum Berlin) und das Kuppelreliquiar aus Hochelten (heute Victoria and Albert Museum).
Der 95 Zentimeter hohe, 74 Zentimeter breite und 98 Kilogramm schwere Schrein beherbergt, in Seidentücher eingeschlagen, die etwa 6 Kilogramm schweren Reliquien der hl. Corona und des hl. Leopardus. Der reich verzierte, vergoldete und emaillierte Schrein wurde von Witte mit 375 Edel- und Halbedelsteinen dekoriert. Über einem profilierten Sockel erhebt sich ein Gefäß in Form einer Kreuzkuppelkirche. Am Sockel wurde umlaufend die folgende Stiftungsinschrift angebracht:
„Sacra quae pius Otto III. Imperator Aquisgranum transtulit sanctorum Leopardi et Coronae Martyrum ossa Dr. Alphonsus Bellesheim capituli Aquisgranensis praepositus in hanc pretiosam thecam recludi curavit Pio X. papa Wilhelmo II. imperatore feliciter regnantibus A. D. MCMXII.“
„Die heiligen Gebeine der heiligen Märtyrer Leopardus und Corona, die der fromme Kaiser Otto III. nach Aachen überführte, ließ Dr. Alfons Bellesheim, Stiftspropst in Aachen, in diesen kostbaren Schrein bergen, als Papst Pius X. und Kaiser Wilhelm II. glücklich regierten, im Jahr des Herrn 1912.“
An den Stirnseiten der Kreuzarme befinden sich portalartige Triumphbögen, die von je zwei emaillierten Säulen, ruhend auf Sockeln aus Elfenbein und filigranen Kapitellen, getragen werden. In den Portalnischen wurden getriebene Reliefs angebracht, die das Martyrium der hl. Corona und des hl. Leopardus, die Überführung der Reliquien nach Aachen durch Otto III. sowie die Hebung der Bleisärge im Jahr 1910 zeigen. Die Zwickel der Portalbögen sind mit Elfenbeinreliefs dekoriert, die die vier Kardinaltugenden und weitere vier Tugenden zeigen. In den Giebelfeldern über den Portalbögen sind Wappen des Papstes Pius X., des deutschen Kaisers Wilhelm II., des Aachener Stiftskapitels und des Stiftpropstes Alfons Bellesheim angebracht. Die Firstkämme der Giebel wurden dem des Siegburger Annoschreins nachempfunden, die Dachflächen sind mit einer dachziegelartigen Struktur dekoriert worden. In den Rundbogennischen der Kreuzarme befinden sich Statuetten der Kaiser Otto I., Otto II., Otto III. und Heinrich II., die von jeweils zwei palmenwedeltragenden Engeln flankiert werden.
Über der Vierung der Kreuzkuppelkirche ragt ein Arkadentambour auf, der die dekorierte Faltkuppel trägt. An der Basis des Tambours befindet sich ein mit Elfenbeinmedaillons verziertes Schmuckband mit der Darstellung der vier Elemente. Der Tambour ist durch kleine Säulen aus Achat in zwölf Nischen gegliedert. Am Fuß der Säulen sind im Wechsel vergoldete Miniaturen des Pinienzapfens und des Aachener Wolfs aufgestellt. In den Nischen erscheinen Standbilder von Herrschern und Heiligen: Neben Karl dem Großen als Erbauer der Münsterkirche finden sich in den Tambournischen die Figuren von Papst Gregor V. und Papst Silvester II., von Bischof Bernward von Hildesheim, von Adalbert von Prag, von Bruno von Köln und Heribert von Köln sowie von Stephan I. und seinem Sohn, dem hl. Emmerich, vom hl. Nilus und hl. Romuald sowie der hl. Mathilde.
Die emailüberzogene Kuppel des Schreins ist durch Gurte gegliedert und stützt sich auf den Achatsäulen des Tambours ab, die hervortretende Kuppelfläche bildet dabei jeweils den Baldachin für eine darunter befindliche Figur in den Tambournischen. Die einzelnen Kuppelsegmente sind mit zwölf Tierkreiszeichen in Grubenschmelzemail geschmückt.
Die Faltkuppel ist bekrönt mit einem verzierten Nodus und einem dreidimensionalen Kreuz, das dem Lotharkreuz nachempfunden ist. Die Unterseite des Nodus ist mit den Symbolen der vier Paradiesflüsse Euphrat und Tigris, Pischon und Gihon verziert, während auf der Oberseite die Symbole der vier Evangelisten zu sehen sind.